# Association chrétienne des dirigeants et des cadres
 (juillet 2020).
L'Association chrétienne des dirigeants et des cadres (ADIC) est une association patronale catholique belge créée en 1931.

## Histoire
L'ADIC voit le jour le 26 mars 1931, sous le nom de Association des patrons et ingénieurs catholiques, elle-même héritière de l'Union d'action sociale chrétienne
L'ADIC était fort implantée jusqu'à la fin du vingtième siècle,, avant d'enregistrer une perte de vitesse à partir des années 1990.

## Mission et action
Les membres de l'ADIC se reconnaissent dans les valeurs évangéliques de justice, de responsabilité, d'ouverture et de solidarité. Ils veulent réfléchir à la finalité et aux missions de l'entreprise, et y replacer l'Homme au centre, en équilibrant les exigences économiques, la dignité humaine et le bien commun.
L'action de l'ADIC se déploie sur trois axes :
1. la création d’équipes de partage et de réflexion
2. l'organisation de conférences par des experts
3. la publication d'une revue, L'Entreprise et l'Homme

## Revue
L'ADIC a publié pendant plus de cinquante ans la revue L'Entreprise et l'Homme. L'Entreprise et l'Homme a cessé de paraître fin 2018 et a été remplacée par un partenariat avec la revue EH21, magazine pluraliste qui partage les mêmes valeurs que l'ADIC. EH21 cesse sa publication fin 2020, mentionnant un futur partenariat avec la revue des EDC (Entrepreneurs et Dirigeants Chrétiens, son homologue français).

## International
L'ADIC est membre de l'UNIAPAC.